# HD30335
HD30335 є хімічно пекулярною зорею спектрального класу
A2 й має видиму зоряну величину в смузі V приблизно  9,7.

## Пекулярний хімічний вміст
Зоряна атмосфера HD30335 має підвищений вміст 
Cr
.